# Borut Likar
Borut Likar, slovenski obramboslovec in politik, * 2. september 1955.
Bil je prvi direktor (neodvisne) slovenske policije.
Med 9. novembrom 1993 in 29. julijem 1998 je bil državni sekretar Republike Slovenije na Ministrstvu za notranje zadeve Republike Slovenije.